# Gare de Moissac
Gare de Moissac – stacja kolejowa w Moissac, w departamencie Tarn i Garonna, w regionie Oksytania, we Francji.
Jest stacją Société nationale des chemins de fer français (SNCF), obsługiwaną przez pociągi TER Midi-Pyrénées.